# Lawrence Weingarten
Lawrence Weingarten (Chicago, 30 dicembre 1897 – Los Angeles, 5 febbraio 1975) è stato un produttore cinematografico statunitense.

## Biografia
Lawrence Weingarten è nato in una famiglia ebraica di Chicago, nell'Illinois e ha lavorato per tutta la vita per la Metro-Goldwyn-Mayer. Ha ricevuto un Oscar alla memoria Irving G. Thalberg nel 1974. Morì di leucemia un anno dopo, all'età di settantasette anni.

### Vita privata
Dal 1928 al 1940, fu sposato con la sceneggiatrice Sylvia Thalberg. Dopo il divorzio, nel 1945 sposò in seconde nozze Jessie Marmorston alla quale rimase legato fino alla sua morte, nel 1975.

## Filmografia
- Il cameraman (The Cameraman), regia di Edward Sedgwick (1928)
- La canzone di Broadway (The Broadway Melody), regia di Harry Beaumont (1929)
- Il milionario (Sidewalks of New York), regia di Jules White e Zion Myers (1931)
- Viva la birra (What! No Beer?), regia di Edward Sedgwick (1933)
- The Nuisance, regia di Jack Conway (1933)
- When Ladies Meet, regia di Harry Beaumont e (non accreditato) Robert Z. Leonard (1933)
- Should Ladies Behave, regia di Harry Beaumont (1933)
- Il mistero del signor X (The Mystery of Mr. X), regia di Edgar Selwyn e, non accreditato Richard Boleslawski (1934)
- Tormento (Sadie McKee), regia di Clarence Brown (1934)
- The Bishop Misbehaves, regia di E.A. Dupont (1935)
- Codice segreto (Rendezvous), regia di William K. Howard e, non accreditato, Sam Wood (1935)
- L'ora misteriosa (The Unguarded Hour), regia di Sam Wood (1936)
- La donna del giorno (Libeled Lady), regia di Jack Conway (1936)
- Un giorno alle corse (A Day at the Races), regia di Sam Wood (1937)
- Questa donna è mia (I Take This Woman), regia di W. S. Van Dyke e (non accreditati) Frank Borzage e Josef von Sternberg (1940)
- Ti amo ancora (I Love You Again), regia di W.S. Van Dyke II (1940)
- La costola di Adamo (Adam's Rib), regia di George Cukor (1949)
- Perfido invito  (Invitation), regia di Gottfried Reinhardt (1952)
- Lui e lei (Pat and Mike), regia di George Cukor (1952)
- L'attrice (The Actress), regia di George Cukor (1953)
- Rapsodia (Rhapsody), regia di Charles Vidor (1954)
- Il fidanzato di tutte (The Tender Trap), regia di Charles Walters (1955)
- Piangerò domani (I'll Cry Tomorrow), regia di Daniel Mann (1955)
- Alla larga dal mare (Don't Go Near the Water), regia di Charles Walters (1957)
- La gatta sul tetto che scotta (Cat on a Hot Tin Roof, regia di Richard Brooks (1958)
- Per favore non toccate le palline (The Honeymoon Machine), regia di Richard Thorpe (1961)
- Rodaggio matrimoniale (Period of Adjustment), regia di George Roy Hill (1962)

## Riconoscimenti
- Premi Oscar
  - 1937 – Candidatura al miglior film per La donna del giorno
  - 1959 – Candidatura al miglior film per La gatta sul tetto che scotta
  - 1974 – Oscar alla memoria Irving G. Thalberg
- BAFTA
  - 1959 – Candidatura al miglior film per La gatta sul tetto che scotta